# Ямно (озеро, Витебская область)
Ямно́ (бел. Я́мна) — озеро в Россонском районе Витебской области Белоруссии. Относится к бассейну реки Уща.

## Описание
Озеро Ямно расположено в 27 км к северо-востоку от городского посёлка Россоны и в 3 км к северо-западу от деревни Шерстово.
Площадь поверхности озера составляет 0,92 км². Длина — 1,56 км, наибольшая ширина — 0,72 км. Длина береговой линии — 4,95 км. Наибольшая глубина — 3,8 м, средняя — 2,3 м. Объём воды в озере — 2,15 млн м³. Площадь водосбора — 13,4 км².
Котловина озера остаточного типа, вытянутая с севера на юг. Склоны высотой до 3 м, пологие, песчаные, поросшие лесом. Северо-восточные склоны достигают 12 м в высоту и отличаются крутизной. Береговая линия слабоизвилистая. Берега низкие, лишь на северо-востоке достигающие высоты 0,6 м. Дно плоское, на мелководье выстелено песком и опесчаненным илом, ниже глубины 2 м — сапропелем.
Минерализация воды составляет 135—140 мг/л, прозрачность — до 0,8 м. Водоём является слабопроточным и подвержен эвтрофикации. Подводная растительность распространяется до глубины 2 м, прибрежная надводная образует полосу шириной до 60 м.
В озеро Ямно впадают шесть ручьёв. Из северной части водоёма вытекает ручей Язьменок, протекающий через озеро Сомино и впадающий в озеро Усвеча, расположенное на территории Невельского района Псковской области России.
В озере водятся лещ, щука, окунь, плотва, густера, уклейка, линь, карась, краснопёрка.

## Месторождение сапропеля
Сапропель озера Ямно — кремнезёмистого типа. Влажность составляет 94 %, зольность — 39 %, водородный показатель (pH) — 6,2. Содержание в сухом остатке: азота — 2,8 %, окислов кальция — 2,8 %, калия — 0,7 %, фосфора — 0,3 %.
Слой сапропеля выстилает до 80 % поверхности озёрной чаши, а его мощность доходит до 2,5 м. Запасы месторождения составляют 1,8 млн м³.